# Johnshaven
Johnshaven är en ort i Storbritannien.   Den ligger i kommunen Aberdeenshire och riksdelen Skottland, i den norra delen av landet, 600 km norr om huvudstaden London. Johnshaven ligger 6 meter över havet och antalet invånare är 641.
Terrängen runt Johnshaven är platt norrut, men åt nordväst är den kuperad. Havet är nära Johnshaven åt sydost.  Närmaste större samhälle är Montrose, 12,5 km sydväst om Johnshaven. 